# ディートリヒ・フォン・リンゲルハイム
ディートリヒ・フォン・リンゲルハイム（Dietrich von Ringelheim, 858/67年 - 916/20年）は、9世紀から10世紀にかけてのザクセン人のヴェストファーレンの伯。

## 生涯
同時代の年代記によると、ディートリヒの一族であるイメディング家はザクセン公ヴィドゥキントに遡るという。ディートリヒは、ザクセン人がカール大帝のフランク王国の支配下に入ってから数十年後の9世紀後半に生まれたと考えられている。没年も不明であるが、910年から920年の間であったとみられる。

## 結婚と子女
ディートリヒは二度結婚したとみられる。最初はロタリンギア王ロタール2世の娘ギーゼラ・フォン・ロートリンゲンと結婚し、以下の子女をもうけた。
- ブーヴ2世 - シャロン＝シュル＝マルヌ司教
- アマルラダ - エッツォ家のエーバーハルト（964年没）と結婚
- ビア - ヴィヒマン1世・ビルングと結婚
- フレデルナ（887年 - 917年） - 西フランク王シャルル3世と結婚

二度目に「デンマーク王家とフリース人の血を引く」ラインヒルトと結婚し、1女をもうけた。
- マティルデ（895年頃 - 968年） - 東フランク王ハインリヒ1世と結婚[3]